# Sveti Jurij
Sveti Jurij, rimski vojak, mučenec in svetnik, * med 275/280, † 23. april 303, Nikomedija (Turčija).
Sveti Jurij je bil krščanski vojak - vitez iz Kapadokije, sedanje Turčije. Redkokaterega svetnika opisuje toliko legend kot ravno svetega Jurija. Krščanska legenda o njem temelji na poganskem izročilu o prihodu pomladi v deželo. Najbolj znana pa je tista, ki je zapisana v srednjeveški knjigi  Legenda aurea, ki jo je napisal  Jacobus de Voragine.
Kot svetník in mučenec je postal zavetnik orožarjev, vojščakov in skavtov, razglašen pa je bil tudi za zavetnika mnogih naselij; na Slovenskem recimo Ljubljane, Pirana in Ptuja. Celo Dardanele so se nekoč imenovale Morska ožina svetega Jurija. Samo v Angliji so temu mučencu posvetili več kot 160 cerkva. Jurij je bil zelo priljubljen svetnik Kraljevine Jugoslavije, posebej rodbine Črnega Jurija (Karađorđe).
Upodabljajo ga kot močnega, mladega moža v viteški opravi na belem konju. Njegova atributa sta ščit in sulica. Podoba svetega Jurija na konju v boju z zmajem spada med najbolj znane in pogoste upodobitve v krščanstvu.  Njegov god 23. aprila pomeni vrnitev pomladi, vstajenje in napredek. Na freskah in kipih je pogosto upodobljen s kopjem v rokah, ko stoji ali jezdi na konju in s sulico prebada pošast v obliki zmaja. Zmaj v legendi predstavlja zlo in prekletstvo, ki ga vera premaga.